# Doris Day
Doris Day (tên khai sinh Doris Mary Ann Kappelhoff; 3 tháng 4 năm 1922 – 13 tháng 5 năm 2019) là một nữ diễn viên, ca sĩ, và nhà hoạt động cho quyền động vật người Mỹ.
Bà bắt đầu sự nghiệp của mình vào năm 1939 với tư cách nữ ca sĩ dòng nhạc Big Band (một dòng nhạc con của Jazz) rồi trở nên nổi tiếng sau khi thu âm ca khúc hit đầu tiên mang tên "Sentimental Journey", vào năm 1945. Sau khi rời nhóm Les Brown & His Band of Renown, Doris bắt tay vào sự nghiệp hát đơn và quyết định hợp tác lâu dài với hãng đĩa Columbia Records. Hợp đồng của bà với công ty này kéo dài từ 1947 tới tận năm 1967, bao gồm hơn 650 bản thu âm, đưa bà trở thành một trong những nữ siêu sao ca nhạc nổi tiếng nhất thế kỷ 20. Năm 1948, sau khi được các nhạc sĩ Sammy Cahn và Jule Styne thuyết phục và cũng nhờ ông Al Levy, người quản lý đại diện cho Doris vào thời điểm đó, bà đã đi tham gia buổi thử vai cho đạo diễn phim Michael Curtiz. Chính nhờ buổi thử vai đó mà Doris đã giành được vai nữ chính trong phim Romance on the High Seas.
Sự nghiệp điện ảnh của Doris Day bắt đầu vào giai đoạn cuối của thời đại Hollywood cổ điển với bộ phim Romance on the High Seas (1948), từ đó bà quyết tâm dành thêm 20 năm tiếp theo cho sự nghiệp điện ảnh. Doris thường đóng vai chính trong các bộ phim thuộc nhiều thể loại, bao gồm nhạc kịch, hài kịch và phim truyền hình. Bà đóng một vai nữ trong Calamity Jane (1953), một vào vai chính trong phim của Alfred Hitchcock có tựa The Man Who Knew Too Much (1956) với James Stewart. Các phim nổi tiếng nhất của Day gồm Pillow Talk (1959), đóng cặp với Rock Hudson. Bà cũng làm việc với James Garner trong phim Move Over, Darling (1963) và đóng cùng vai chính với các nam diễn viên gạo cội như Clark Gable, Cary Grant, James Stewart, David Niven, và Rod Taylor. Sau bộ phim cuối cùng vào năm 1968, Day đóng vai chính trong sitcom The Doris Day Show (1968–1973).
Doris trở thành ngôi sao nữ lớn nhất vào đầu những năm 1960. Cho đến năm 2012, bà đạt danh hiệu một trong những nghệ sĩ có doanh thu phòng vé cao nhất mọi thời đại tại Mỹ. Năm 2011, bà phát hành album phòng thu thứ 29 của mình, My Heart, chứa nhiều ca khúc mới và mau chóng giành lấy vị trí trong bảng xếp hạng album Top 10 của Vương quốc Anh. Day đã nhận được Giải thưởng Thành tựu trọn đời Grammy và Giải thưởng Huyền thoại từ Hội ca sĩ. Năm 1960, bà được đề cử Giải Oscar cho Nữ diễn viên xuất sắc nhất, và vào năm 1989 đã được trao Giải thưởng Cecil B. DeMille cho thành tựu trọn đời trong các bộ phim điện ảnh. Năm 2004, Doris được trao Huân chương Tự do của Tổng thống, và các chuỗi giải thưởng vẫn được tiếp nối vào năm 2011 sau khi bà đoạt thêm Giải thưởng Thành tựu Sự nghiệp của Hiệp hội phê bình phim Los Angeles.

## Đầu đời
Doris Mary Ann Kappelhoff sinh ngày 3 tháng 4 năm 1922, ở Cincinnati, Ohio. Hai vị thân sinh của bà là Alma Sophia (nhũ danh Welz; 1895–1976), làm nội trợ, và ông William Joseph Kappelhoff (1892–1967), hành nghề thầy giáo âm nhạc và cũng làm nhạc trưởng dàn đồng ca địa phương. Tổ tiên hai họ của Doris đều là những người Đức nhập cư. Trong phần lớn cuộc đời, Doris vẫn tin rằng bản thân chính xác được sinh ra vào năm 1924 và luôn khai cáo tuổi của mình tính từ năm đó. Mãi đến sinh nhật thứ 95, khi Associated Press tìm thấy giấy khai sinh đứng tên Doris, hiển thị ngày sinh của bà vào năm 1922, bà mới biết biết được sự thực.
Là con út trong số ba anh chị em, Doris có hai anh trai: Richard (chết non) và Paul (lớn hơn bà ba tuổi). Do có mâu thuẫn trong hôn nhân, không lâu sau khi Doris chào đời, cha mẹ cô đã ly hôn. Từ khi còn nhỏ, Doris đã sớm có niềm đam mê với bộ môn khiêu vũ, và vào giữa những năm 1930, bà quyết định trở thành người khiêu vũ đôi với một người trong nghề mang tên Jerry Doherty, họ cùng nhau biểu diễn tại một số buổi diễn địa phương ở Cincinnati. Tuy nhiên sự nghiệp nhảy múa của Doris bị cắt đứt vào ngày 13 tháng 10 năm 1937, một vụ tai nạn làm bà bị thương nặng phần chân phải, đến nỗi bà quyết định từ bỏ ước mơ trở thành nữ vũ công chuyên nghiệp.

## Sự nghiệp

### Khởi đầu (1938–1947)
Trong khi hồi phục sau tai nạn xe hơi, Doris bắt đầu đi hát tại đài phát thanh và phát hiện ra tài năng ca hát của mình.
"Trong khoảng thời gian tẻ nhạt này, tôi hay tìm thú tiêu khiển bằng cách nghe radio, lâu lâu lại ngân nga hát theo lời mấy bản nhạc của Benny Goodman, Duke Ellington, Tommy Dorsey và Glenn Miller. Nhưng giọng ca tôi nghe đi nghe lại suốt vẫn thuộc về cô Ella Fitzgerald. Chất giọng cô thành thực đã mê hồn tôi, khiến tôi cứ hát ngâm theo mãi, rồi tôi lại cố gắng học cách cô ấy nhấn nhá đầy tinh tế, cách để hát rõ thanh rõ chữ."
Đó là những gì Doris nói với Hotchner, một trong những người ghi chép tiểu sử của riêng mình.
Sau khi quan sát con gái mình ca hát, Alma – mẹ của Doris đã bắt đầu có hứng thú với môi trường showbiz và quyết tâm cho con gái đi học hát ở nhà một giáo viên thanh nhạc tên là Grace Raine. Sau ba buổi học, Raine nói với Alma rằng: "Doris dù còn rất trẻ nhưng tại có năng khiếu to lớn." Raine cũng vì quá say mê giọng ca cô học trò của mình mà quyết định cho Doris học ở nhà riêng ba buổi một tuần nhưng chỉ lấy giá của một buổi. Khi đã nổi tiếng, nữ ca sĩ chia sẻ với báo giới rằng cô giáo Grace Raine là người tạo nên ảnh hưởng lớn nhất đến phong cách và sự nghiệp của mình.
Trong tám tháng học hát, Doris cuối cùng cũng tìm được công việc chuyên môn đầu tiên với vai trò ca sĩ trong chương trình phát thanh của đài WLW mang tên Carlin's Carnival. Cô cũng đi hát thuê trong một nhà hàng địa phương Charlie Yee's Shanghai Inn. Trong các buổi hát trên đài phát thanh, cô đã thu hút sự chú ý của Barney Rapp, ông bầu sô có tiếng đang tìm kiếm một giọng ca nữ và đã mời cô đến buổi thử giọng của mình. Theo Rapp, trước khi cuối cùng chọn ra được Doris Day, ông đã phải tuyển chọn gắt gao qua 200 giọng ca nữ khác nhau.
Khi làm việc cho Barney Rapp vào năm 1939, Doris Kappelhoff đã đồng ý chọn nghệ danh của mình là "Doris Day" theo lời ông chủ, vì Rapp cho rằng cái tên họ Kappelhoff quá dài và khó nhớ. Đặc biệt, ông chọn nghệ danh "Day" cho Doris là vì ở thời điểm đó, ca khúc "Day After Day" do cô trình diễn đang rất được yêu thích. Sau khi làm việc với Rapp, Doris cũng có cơ hội hợp tác với đã làm việc với các ca sĩ như Jimmy James, Bob Crosby và Les Brown.
Trong khi làm việc với Les Brown, ca khúc "Sentimental Journey" phát hành vào đầu năm 1945 do cô thu hát đã tạo tiếng vang lớn. Nó nhanh chóng trở thành ca khúc dành tặng cho những chiến sĩ đang trên đường hành quân trở về từ Thế Chiến II. Bài hát tiếp tục đưa tên tuổi Doris Day vang xa, và ca khúc này cũng được cô yêu thích trình diễn trong nhiều dịp, bao gồm cả một phiên bản trong chương trình truyền hình đặc biệt lên sóng vào năm 1971. Trong thời gian khoảng thời gian hai năm 1945–1946, Doris Day (cùng các nhạc sĩ của nhóm Les Brown Band hợp tác cùng) có sáu bài hit nằm trong top 10 Billboard thời đó, như: "My Dreams Are Getting Better All the Time", "'Tain't Me", "Till The End of Time", "You Won't Be Satisfied (Until You Break My Heart)", "The Whole World is Singing My Song", "I Got the Sun in the Mornin".

### Dấn thân vào Điện ảnh (1948–1954)
Trong khi hoạt động với ban nhạc Les Brown và gần hai năm ca hát trên chương trình phát thanh hàng tuần của Bob Hope, Doris Day đã có cơ hội lưu diễn rộng rãi khắp Hoa Kỳ.
Màn trình diễn ca khúc "Embracizable You" do cô thể hiện đã gây ấn tượng mạnh với nhạc sĩ Jule Styne và cộng sự của anh Sammy Cahn, khiến họ đề nghị cô tham gia một vai diễn trong phim "Romance on the High Seas" (1948). Cô đã trúng một vai nữ sau khi tham gia buổi thử vai cho đạo diễn Michael Curtiz. Điều đó khiến nữ ca sĩ bị sốc đến nỗi phải thừa nhận với Curtiz rằng thật bất ngờ vì bản thân là một ca sĩ không có bất cứ kinh nghiệm diễn xuất nào. Nhưng Curtiz bày tỏ rằng mình thực sự rất ấn tượng với Doris và anh muốn một người mang toàn vẹn những nét đặc trưng của một cô gái kiểu Mỹ. "Day là phát hiện tuyệt vời nhất suốt sự nghiệp của tôi" – vị đạo diễn chia sẻ.
Nhờ bộ phim phát sóng, cô có cho mình bài hát "It's Magic" – một cú hit đứng vị trí thứ hai các bảng xếp hạng với tư cách nghệ sĩ đơn ca, sau đó hai tháng, bản hit đứng nhất của Doris mang tên "Love Somebody" (cũng là nhạc phim cô đóng) được thu âm song ca với Buddy Clark. Năm 1950, hội các quân nhân Hoa Kỳ tại Hàn Quốc đã bầu chọn cô là ngôi sao yêu thích nhất. Cô tiếp tục đi diễn trong các vở nhạc kịch nhỏ như On Moonlight Bay (1951), By the Light of the Silvery Moon (1953), và Tea For Two (1950) cho hãng Warner Brothers.
Bộ phim thành công nhất về mặt thương mại mà Doris đóng dưới trướng Warner Bros là "I'll See You In My Dreams" (1951), đã phá vỡ kỷ lục phòng vé suốt 20 năm. Bộ phim nói tiểu sử nhá sáng tác Gus Kahn. Đó cũng là phim thứ tư của Day do đạo diễn Curtiz thực hiện. Cô còn đóng vai nữ chính trong vở nhạc kịch hài mang chủ đề miền Tây hoang dã Hoa Kỳ mang tên Calamity Jane (1953). Ca khúc chủ đề trong phim mang tên "Secret Love" đã giành giải Oscar cho hạng mục Ca khúc gốc hay nhất và trở thành đĩa đơn đứng vị trí số 1 thứ tư trong sự nghiệp Doris.
Từ năm 1950 đến 1953, các album trong sáu vở nhạc kịch của cô được xếp hạng trong Top 10, ba trong số đó ở vị trí số 1. Sau khi quay Lucky Me (1954) với Bob Cummings và Young at Heart (1955) với Frank Sinatra, Day quyết định từ chối gia hạn hợp đồng với Warner Brothers.
Trong thời gian này, Day cũng có chương trình radio của riêng mình mang tên The Doris Day Show bắt đầu phát trên đài CBS vào năm 1952.

### Đột phá (1955–1958)
Sau khi được công chúng đón nhận với tư cách một nữ diễn viên hài kịch, Doris dần đảm nhận những vai diễn ấn tượng hơn để mở rộng phạm vi ảnh hưởng. Thành công điện ảnh lớn đầu tiên của Doris xuất hiện sau khi cô đóng vai nữ chính trong phim Love Me or Leave Me (1955), kể lại cuộc đời của ca sĩ Ruth Etting. Phim đã đón nhận thành công quan trọng về mặt thương mại, trở thành cú hit điện ảnh lớn nhất của Day cho đến nay. Diễn viên đóng cặp cùng cô là James Cagney chia sẻ về diễn xuất của nữ ca sĩ:
"Day có khả năng phơi bày một cách truyền cảm bất cứ tình huống truyện đơn giản nào, mà không khiến mạch truyện vì thế mà bị xuề xòa, lộn xộn."
Cagney cũng so sánh cô với diễn viên kịch Laurette Taylor trong vở The Glass Menagerie (1945), một trong những màn trình diễn tuyệt vời nhất của nền kịch và điện ảnh Mỹ cổ điển. Doris cho biết đó là vai diễn xuất sắc nhất của mình. Nhà sản xuất Joe Pasternak nói: "Tôi đã rất sốc khi Doris không nhận được đề cử Oscar."  Album nhạc phim từ tác phẩm điện ảnh này đạt doanh thu số 1 trong nhiều tuần.
Doris sau đó được mời đóng vai chính trong bộ phim do Alfred Hitchcock đạo diễn mang tên The Man Who Knew Too much (1956), đóng cặp với James Stewart. Cô cũng hát hai ca khúc trong phim, "Que Sera Sera", màn trình diễn cho ca khúc này đã giành được giải Oscar Bài hát gốc hay nhất, bài hát còn lại là "We'll Love Again". Phim này là phim thứ 10 của Day nằm trong Top 10 doanh thu phòng vé. Nữ ca sĩ cũng đóng một số vai diễn trong phim kinh dị, nổi bật có phim Julie (1956), đóng cặp với Louis Jourdan.
Sau ba phim điện ảnh đạt cú hit doanh thu liên tiếp, Doris trở lại với công việc ca hát/hài kịch của mình qua bộ phim Pajama Game(1957), đóng cặp với John Raitt. Cô còn hợp tác với Paramount Pictures cho ra mắt bộ phim hài mang tên Teacher's Pet (1958), đóng cùng với Clark Gable và Gig Young. Cô cũng đóng chung với Richard Widmark và Gig Young trong bộ phim hài lãng mạn Love Tunnel (1958),  nhưng thu được thành công ít ỏi.
Billboard lúc bấy giờ mở một cuộc thăm dò toàn quốc thường niên và đã bầu Doris Day đứng vị trí thứ nhất trong hạng mục "Giọng ca nữ xuất sắc nhất từ năm 1949 đến 1958", nhưng dường như công chúng khi ấy đã quên mất hình ảnh Doris Day với tư cách nữ ca sĩ do doanh thu phòng vé từ các phim cô đóng quá lớn.

## Thành công phòng vé (1959–1968)
Năm 1959, Doris bước vào giai đoạn thành công nhất trong sự nghiệp với tư cách nữ diễn viên điện ảnh, góp mặt vào hàng loạt những phim hài lãng mạn.  Thành công này bắt đầu với phim Pillow Talk (1959), đóng cặp cùng Rock Hudson – sau này đã trở thành bạn thân lâu năm của Doris cho đến khi cô qua đời. Nhờ vai diễn trong phim này mà cô nhận được một đề cử Giải thưởng Hàn lâm cho Nữ diễn viên xuất sắc nhất. Doris, Hudson và Randall sau đó lại tiếp tục thực hiện thêm hai bộ phim cùng nhau, gồm Lover Comeback (1961) và Send Me No Flower (1964).
Cùng với David Niven và Janis Paige, Doris đóng vai chính trong phim Please Don't Eat The Daisies (1960) và bộ phim hài That Touch of Mink (1962). Trong giai đoạn 1960 và 1962 đến 1964, cô giữ vị trí số một tại phòng vé, và là nữ diễn viên thứ hai trong lịch sử điện ảnh Mỹ giữ ví trí này tới 4 lần, san bằng thành tích với Shirley Temple. Cô nhận bảy Giải thưởng Nguyệt quế liên tiếp với tư cách là ngôi sao nữ phòng vé.
Doris hợp tác với James Garner trong The Thrill of It All, tiếp theo là Move Over, Darling (1963).  Bài hát chủ đề của bộ phim, "Move Over Darling", do con trai bà đồng sáng tác đã đạt vị trí thứ 8 tại Anh.
Đến cuối những năm 1960, cuộc cách mạng tình dục diễn ra đã khiến công chúng tập trung về vấn đề tình dục. Thời thế đã chuyển khác, nhưng phim của Doris thì không. Bộ phim tiếp theo của cô là Do Not Disturb (1965) vẫn được khán giả yêu thích, nhưng sự nổi tiếng của nữ danh ca bắt đầu phai nhạt dần. Các nhà phê bình mỉa mai cô bằng cách đặt cho cô biệt danh "Trinh nữ lâu đời nhất thế giới", khán giả cũng bắt đầu né tránh các bộ phim cô đóng. Kết quả là, Doris trượt khỏi danh sách những ngôi sao phòng vé hàng đầu, xuất hiện lần cuối trong top 10 với bộ phim đình đám The Glass Bottom Boat (1966). Một trong những vai diễn mà cô từ chối là vai cô Robinson trong phim The Grad, sau đó đạo diễn đã nhượng lại vai này cho nữ diễn viên Anne Bancroft. Trong hồi ký được xuất bản của mình, Doris cho biết lý do cô từ chối vai diễn đó là vì đạo diễn khai thác của nhiều cảnh tình dục của nhân vật này, khiến nó trở nên thô thiển và tục tĩu.
Cô đóng vai chính trong bộ phim The Ballad of Josie (1967). Cùng năm đó, cô cũng thu âm The Love Album, tuy nhiên nó không được phát hành cho đến năm 1994. Năm 1968, cô đóng vai chính trong bộ phim hài kịch Where Were You When The Lights Went Out, tập trung vào sự cố mất điện vùng Đông Bắc ngày 9/11/1965. Tác phẩm cuối cùng của cô, phim hài With Six You Get Eggroll, được phát hành cùng năm.
Từ năm 1959 đến 1970, Doris đã nhận được chín đề cử giải thưởng nguyệt quế (và giành được bốn lần) cho vai nữ chính xuất sắc nhất trong tám bộ phim hài và một bộ phim truyền hình. Từ năm 1959 đến 1969, cô đã nhận được sáu đề cử Quả cầu vàng cho vai nữ xuất sắc nhất trong ba bộ phim hài, một bộ phim truyền hình (Midnight Lace), một vở nhạc kịch (Jumbo).

## Đời tư
Sau khi nghỉ đóng phim, Doris sống ở Carmel-by-the-Sea, California. Bà nuôi nhiều thú cưng và nhận nuôi những con thú đi lạc, đồng thời ủng hộ Đảng Cộng Hòa trọn đời. Đứa con duy nhất của Doris là nhà sản xuất âm nhạc và nhạc sĩ Terry Melcher,

## Sự nghiệp âm nhạc

### Album thu studio
- You're My Thrill (1949)
- Day Dreams (1955)
- Day by Day (1956)
- Day by Night (1957)
- Hooray for Hollywood (1958)
- Cuttin' Capers (1959)
- What Every Girl Should Know (1960)
- Show Time (1960)
- Listen to Day (1960)
- Bright and Shiny (1961)
- I Have Dreamed (1961)
- Duet (w/ André Previn) (1962)
- You'll Never Walk Alone (1962)
- Love Him (1963)
- The Doris Day Christmas Album (1964)
- With a Smile and a Song (1964)
- Latin for Lovers (1965)
- Doris Day's Sentimental Journey (1965)
- The Love Album (recorded 1967, released in 1994)
- My Heart (2011)

## Sách tiểu sử
- Barothy, Mary Anne. Day at a Time: An Indiana Girl's Sentimental Journey to Doris Day's Hollywood and Beyond. Hawthorne Publishing (2007)
- Braun, Eric (ngày 1 tháng 9 năm 2004), Doris Day (ấn bản thứ 2), London, UK: Orion Books, ISBN 978-0-7528-1715-6
- Bret, David. Doris Day: Reluctant Star. JR Books, London, UK (2008)
- Brogan, Paul E. Was That A Name I Dropped?, Aberdeen Bay (ngày 29 tháng 4 năm 2011); ISBN 1608300501, ISBN 978-1608300501
- DeVita, Michael J. (2012). My 'Secret Love' Affair with Doris Day (Paperback). CreateSpace Independent Publishing Platform. ISBN 978-1478153580.
- Hotchner, AE (1975), Doris Day: Her Own Story, William Morrow & Co, ISBN 978-0-688-02968-5.
- Kaufman, David (2008), Doris Day: The Untold Story of the Girl Next Door, New York, NY: Virgin Books, ISBN 978-1-905264-30-8
- McGee, Garry (2005), Doris Day: Sentimental Journey, McFarland & Co
- Patrick, Pierre; McGee, Garry (2006), Que Sera, Sera: The Magic of Doris Day Through Television, Bear Manor
- Patrick, Pierre; McGee, Garry. The Doris Day Companion: A Beautiful Day (One on One with Doris and Friends). BearManor Media (2009)
- Santopietro, Thomas "Tom" (2007), Considering Doris Day, New York, NY: Thomas Dunn Books, ISBN 978-0-312-36263-8